# Eversmannia subspinosa
Eversmannia subspinosa är en ärtväxtart som först beskrevs av Dc., och fick sitt nu gällande namn av Boris Fedtjenko. Eversmannia subspinosa ingår i släktet Eversmannia och familjen ärtväxter. Inga underarter finns listade i Catalogue of Life.